# Nikolaus Lang
Nikolaus Lang (* 12. Februar 1941 in Oberammergau; † 11. Februar 2022 in Murnau am Staffelsee) war ein deutscher Konzeptkünstler.

## Leben
Er lebte in Murnau am Staffelsee und Marazion, Cornwall und wird neben Christian Boltanski und Jochen Gerz als Vertreter der Kunstrichtung Spurensicherung gesehen.
Nikolaus Lang war seit 1989 ordentliches Mitglied der Bayerischen Akademie der Schönen Künste, Abteilung Bildende Kunst und Architektur. Nach dem Besuch der Schnitzschule von Oberammergau studierte Lang von 1960 bis 1966 an der Akademie der Bildenden Künste München und war von 1967 bis 1969 an der Camberwell School of Art and Crafts in London. Zwischen 2000 und 2008 war er Professor an der Akademie der bildenden Künste in München.
Verheiratet war Nikolaus Lang mit der englischen Lehrerin Celia und hat zwei Söhne, Daniel Lang und Benjamin Lang. Sein Cousin ist der Architekt und Karikaturist Ernst Maria Lang.

## Einzelausstellungen
- 1968  Mr and Mrs Hagen, London
- 1970  Galerie Dorothea Leonhart, München
- 1971  Galerie Östergren, Schweden
- 1972  Maltzahn Gallery, London
- 1973  "Japanische Landschaften", Städtische Galerie im Lenbachhaus, München
- 1974  "Fundbeschreibungen 1970 – 74", Neue Galerie, Sammlung Ludwig, Aachen
- 1975  Forum Kunst, Rottweil
- 1975  Kestnergesellschaft, Hannover
- 1976  Württembergischer Kunstverein, Stuttgart
- 1978  Westfälischer Kunstverein, Münster
- 1980  "Requisiten", Städtische Galerie, Nordhorn
- 1982  Goethe-Institut, Paris
- 1984  Künstlerhaus Bethanien, Berlin
- 1985  Galerie Defet, Nürnberg
- 1987  "Sand and Ochre", College Gallery, South Australian School of Art, Adelaide
- 1988  "Imaginary Figurations, 1986 – 88", Art Gallery of South Australia, Adelaide
- 1989  "Landscapes and Animals", Australian Centre for Contemporary Art, Melbourne
- 1991  "Nunga und Goonya",Kunstraum München e. V., München
- 1991  "Nunga und Goonya", Städtische Galerie im Lenbachhaus, München
- 1991  "Nunga und Goonya", Kunsthalle Bremen
- 1991  "Nunga und Goonya", Stadtgalerie, Saarbrücken
- 1992  "Nunga und Goonya", daedalus, Wien
- 1992  "Nunga und Goonya", Institut für Auslandsbeziehungen, Stuttgart
- 1992  "Terra Nullius", Kunstverein Ruhr, Essen
- 1992  "Terra Nullius", Kunstraum Wuppertal
- 1993  "Nunga und Goonya", The Douglas Hyde Gallery, Dublin
- 1995  "Druckstock 1, 1980", Sprengel Museum Hannover
- 1998  "Points of view", Neuer Berliner Kunstverein
- 2000  "kunst auf der zugspitze" – in Zusammenarbeit mit dem Neuen Museum, Staatliches Museum für Kunst und Design in Nürnberg
- 2000  "roadkill", Agentur für Zeitgenössische Kunst, Christoph Grau, Hamburg
- 2001  "Roadkill and Material Pictures, solo and in collaboration with Dorrie Gibson and John Turpie", Light Square Gallery, Adelaide
- 2002  “Dear Daddy…”, together with Katharina Lommel, Galerie Defet, Nürnberg

## Gruppenausstellungen
- 1968  Welsh Arts Council, Cardiff
- 1969  Kunstverein München (mit Gerhard v. Graevenitz, Rupprecht Geiger und Rainer Wittenborn)
- 1970  Galerie de Gestlo, Hamburg (mit Rainer Wittenborn)
- 1973  VIII Biennale des Jeunes Artistes, Paris
- 1974  „Projekt 74 – Kunst bleibt Kunst“, Kunsthalle Köln
- 1974  „Five from Germany“ (Hofschen, Lang, Nierhoff, Reuter, Wittenborn) Serpentine Gallery, London
- 1974  „Spurensicherung: Archäologie und Erinnerung“, Kunstverein in Hamburg
- 1977  „Boîtes“, Musée d’Art Moderne, Paris. Maison de la Culture, Rennes
- 1977  „documenta 6“, Kassel
- 1977  „Zum Beispiel Villa Romana“, Kunsthalle Baden-Baden, Städt. Kunsthalle, Recklinghausen, Palazzo Strozzi, Florenz
- 1979  Third Biennale of Sydney, Australien
- 1980  „28. Jahresausstellung“, Deutscher Künstlerbund, Kunstverein Hannover
- 1980  „Eremit? Forscher? Sozialarbeiter?“, Kunstverein Hamburg
- 1980   Kunsthaus Aarau, Switzerland (mit Hofkunst, Schroer)
- 1980  „Landscape <–> Art: two way reaction“, Australian National Gallery, Canberra
- 1981  „Malmoe“, Malmö Konsthall, Schweden
- 1981  „Avantgarden – retrospektiv“, Kunst nach 1945, Westfälischer Kunstverein
- 1981  „Mythos und Ritual“, Kunsthaus Zurich, Kunstverein Hamburg
- 1981  „29. Jahresausstellung“, Deutscher Künstlerbund, Germanisches Nationalmuseum Nürnberg[2]
- 1982  „Vergangenheit Gegenwart Zukunft“, Württembergischer Kunstverein Stuttgart
- 1982  „Natur-Landschaft-Kunst“, Kunsthalle Bremen
- 1982  „Der Mensch, ein Flüchtling auf Erde“, Kunstverein Wolfenbüttel
- 1982  „Kunst wird Material“, Nationalgalerie Berlin
- 1982  „Ansichten Strukturen Horizonte – Landschaften Deutscher Künstler“ Germanisches Nationalmuseum Nürnberg
- 1983  „Positionen“, Städtische Galerie Nordhorn
- 1983  „Lebenszeichen – Botschaft der Bilder“, Kunstmuseum Hannover mit Sammlung Sprengel
- 1983  „Junge Kunst in Deutschland“ – privat gefördert –, Kölnischer Kunstverein. Nationalgalerie Berlin, Städtische Galerie im Lenbachhaus München
- 1983  „aktuell 83“, Städt. Galerie im Lenbachhaus München
- 1985  „Exhibition Dialogue“, Lissabon
- 1985  „Contemporary Art from Germany“, Muzeul Colectiilor de Arta, Bucharest, Romania
- 1985  "Elementarzeichen", Neuer Berliner Kunstverein
- 1985  "1945 – 1985", Nationalgalerie Berlin
- 1987  "documenta 8", Kassel
- 1987  "Exotische Welten – Europäische Phantasien", Institut für Auslandsbeziehungen, Stuttgart
- 1988  Eighth Biennale of Sydney, Australien
- 1988  "Focus 88", Kunsthalle der Hypo-Kulturstiftung München
- 1988  "Zurück zur Natur, aber wie?", Städt. Galerie im Prinz-Max-Palais, Karlsruhe
- 1989  "Ressource Kunst", Künstlerhaus Bethanien, Berlin, Stadtgalerie Saarbrücken, Künstlerwerkstätten Lothringerstraße, München
- 1990  "Animalia: Stellvertreter", Haus am Waldsee, Berlin
- 1990  "Bild für Bild", Städt. Galerie im Lenbachhaus,  München
- 1990  "Savoir-Vivre, Savoir-Faire, Savoir Être", Centre International d'Art Contemporain Montreal, Canada
- 1990  "Adelaide Biennial of Australian Art", Art Gallery of South Australia, Adelaide
- 1991  "Tiere Gedächtnisort Museum", Städtische Galerie, Delmenhorst
- 1992  "Auswärts", Künstlerwerkstätten Lothringerstraße, München
- 1992  "5. Triennale Fellbach", Fellbach. Wilhelm Lehmbruck Museum, Duisburg
- 1992  "Zeitgenössisches Skulpturenprojekt", Schloß Friedenstein, Gotha
- 1993  "Bright Light", International Contemporary Art,  Schloß Presteneck
- 1993  "Différentes Natures", Défense Galerie Art 4, Paris
- 1994  "Localities of Desire", Museum of Contemporary Art, Sydney
- 1995  "Bildhauer in Deutschland", Kunstverein Augsburg
- 1995  "Bildhauerzeichnungen", Mitglieder der Akademie, Bayerische Akademie der Schönen Künste, München
- 1996  "Maurer, Kalk und Sand oder der Maler Franz Anton Maulbertsch", daedalus, Wien
- 1997  "Memoria e Progetto" Abbazia di San Martino delle Scale, Palermo
- 1997  "Der Mann im Eis", Tiroler Landesmuseum Ferdinandeum, Innsbruck
- 1997  "Alpenblick", Kunsthalle Wien
- 1997  "Deep Storage", Kulturforum Berlin
- 1998  "Der Vogel Selbsterkenntnis", Tiroler Volkskunstmuseum, Innsbruck
- 1999  "The Painted Coast – views of the Fleurieu Peninsula south of Adelaide", Art Gallery of South Australia, Adelaide
- 1999  "Vom Skarabäus zum new beetle", Kunstverein Bad Salzdetfurth
- 1999  "das xx. jahrhundert – ein jahrhundert kunst in deutschland", Altes Museum, Neue Nationalgalerie, Hamburger Bahnhof, Berlin
- 1999  "Das Gedächtnis öffnet seine Tore",  Kunst der Gegenwart im Lenbachhaus, München
- 1999  „Kulturräume – Skulptur seit 1970“, Wilhelm Lehmbruck Museum Duisburg
- 2000  "Arche Noah", Kunstverein Bad Salzdetfurth
- 2001  "MCA Unpacked", Museum of Contemporary Art, Sydney
- 2002  „Arid Arcadia: Art of the Flinders Ranges“, Art Gallery of South Australia, Adelaide
- 2002  „Verweile doch… Gerhard Richter, Roman Opalka, On Kawara, Nikolaus Lang, Bill Viola, Hanne Darboven, Michael Wesely, Tatsuo Miyajima – Die Sammlung VII“ Städt. Galerie im Lenbachhaus München
- 2002  „Defet: eine Schenkung“,  neues museum, Staatliches Museum für Kunst und Design in Nürnberg
- 2003  "gegenwärtig:FELDFORSCHUNG", Hamburger Kunsthalle
- 2003  "Die Nacht des Jägers…The Night of the Hunter.."Brigitte March Galerie, Stuttgart
- 2005  "zum Ende ihrer Ausstellungstätigkeit", Galerie Defet, Nürnberg
- 2005  "Ein Arkadien der Moderne? 100 Jahre Künstlerhaus Villa Romana in Florenz", Neues Museum, Weimar
- 2007  "Say it isn't so. Naturwissenschaften im Visier der Kunst", Weserburg | Museum für moderne Kunst, Bremen